# Тріт Вільямс
Тріт Вільямс (англ. Treat Williams; 1 грудня 1951, Стемфорд, Коннектикут — 12 червня 2023, Олбані, Нью-Йорк) — американський актор.

## Життєпис
Річард Тріт Вільямс народився 1 грудня 1951 року у місті Стемфорд, штат Коннектикут. Батько Річард Норман Вільямс, керівник компанії, мати Маріан Ендрю, займалася антикваріатом. Виріс у містечку Ровейтон, штат Коннектикут. Закінчив школу Кент (англ. Kent School), навчався в коледжі Франкліна і Маршалла (англ. Franklin and Marshall College) штат Пенсильванія. Потім вступив у престижний репертуарний театр Фултон (англ. Fulton Repertory Theatre), виконував класичні і сучасні драми та мюзикли. Вільямс дебютував на Бродвеї 1972 року у виставі «Grease». У кіно першу роль виконав у фільмі «Смертельний герой» (1975). Відомий за такими фільмами, як «Орел приземлився» (1976), «Спалах» (1984), «Чим зайнятися мерцю в Денвері» (1995), «Фантом» (1996).
Актор був номінований на премію «Золотий глобус» тричі: як найкращий дебютант — «Волосся» (1979), найкращий актор — «Принц міста» (1981), найкраща чоловіча роль — «Трамвай „Бажання“» (1984).
25 червня 1988 року Вільямс одружився з Пем Ван Сент. У пари народилися двоє дітей: син Гілл Вільямс (1992) і дочка Елінор Вільямс (1998).
Тріт Вільямс загинув 12 червня 2023 року внаслідок ДТП, коли його мотоцикл був збитий кросовером Honda Element на шосе поблизу міста Дорсет, штат Вермонт. Його було доправлено гелікоптером до медичного центру міста Олбані, штат Нью-Йорк, де він помер того ж дня в 71-річному віці.

## Фільмографія
| Рік       |    | Українська назва                                         | Оригінальна назва                              | Роль                        |
| --------- | -- | -------------------------------------------------------- | ---------------------------------------------- | --------------------------- |
| 1975      | ф  | Смертоносний герой                                       | Deadly Hero                                    | Біллінгс                    |
| 1976      | ф  | Орел приземлився                                         | The Eagle Has Landed                           | капітан Кларк               |
| 1979      | ф  | Волосся                                                  | Hair                                           | Джордж Бергер               |
| 1979      | ф  | 1941                                                     | 1941                                           | капрала Чак Сітерські       |
| 1980      | ф  | Зоряні війни. Епізод V. Імперія завдає удару у відповідь | Star Wars: Episode V - The Empire Strikes Back | солдат                      |
| 1981      | ф  | Принц міста                                              | Prince of the City                             | Daniel Ciello               |
| 1983      | тф | Демпсі                                                   | Dempsey                                        | Джек Демпсі                 |
| 1984      | тф | Трамвай «Бажання»                                        | A Streetcar Named Desire                       | Стенлі Ковальські           |
| 1984      | ф  | Одного разу в Америці                                    | Once Upon a Time in America                    | Джеймс Конвей О'Доннелл     |
| 1984      | ф  | Спалах                                                   | Flashpoint                                     | Ерні Вайт                   |
| 1985      | с  | Американський театр                                      | American Playhouse                             | Гадлі Сінглтон III          |
| 1987      | тф | Джон Едгар Гувер                                         | J. Edgar Hoover                                | Джон Едгар Гувер            |
| 1987      | тф | Ехо в темряві                                            | Echoes in the Darkness                         | Рік Гвіда                   |
| 1987      | с  | Театр чарівних історій                                   | Faerie Tale Theatre                            | Ендрю                       |
| 1988      | ф  | Солодка брехня                                           | Sweet Lies                                     | Пітер Ніколл                |
| 1988      | ф  | Мертвий поліцейський                                     | Dead Heat                                      | Роджер Мортіс               |
| 1989      | тф | Опік третього ступеня                                    | Third Degree Burn                              | Скотт Вестон                |
| 1990      | тф | Макс та Гелен                                            | Max and Helen                                  | Макс Розенберг              |
| 1991      | тф | Остаточний вирок                                         | Final Verdict                                  | Ерл Роджерс                 |
| 1992      | тф | Поки смерть не розлучить нас                             | Till Death Us Do Part                          | Алан Паліко                 |
| 1992      | тф | Водяний мотор                                            | The Water Engine                               | Дейв Мюррей                 |
| 1992      | с  | Байки зі склепу                                          | Tales from the Crypt                           | Говард Прінс                |
| 1992      | мс | Бетмен: Анімаційні серії                                 | Batman: The Animated Series                    | доктор Ахіллес Майло        |
| 1992      | тф | Порушені обіцянки                                        | Deadly Matrimony                               | Алан Мастерс                |
| 1993      | тф | Облігації любові                                         | Bonds of Love                                  | Роббі Сміт                  |
| 1993      | с  | Дорога в Ейвонлі                                         | Road to Avonlea                                | Зак Морган                  |
| 1993—1994 | с  | Хороша порада                                            | Good Advice                                    | Джек Гарольд                |
| 1994      | тф | Паралельні життя                                         | Parallel Lives                                 | Пітер Барнум                |
| 1994      | тф | Склеп жахів                                              | Vault of Horror I                              |                             |
| 1995      | тф | У тіні зла                                               | In the Shadow of Evil                          | Джек Бреннер                |
| 1995      | тф | Дівчина Джонні                                           | Johnny's Girl                                  | Джонні Росс                 |
| 1995      | ф  | Чим зайнятися мерцю в Денвері                            | Things to Do in Denver When You're Dead        | Білл                        |
| 1996      | тф | Опівнічна зміна                                          | The Late Shift                                 | Майкл Овітц                 |
| 1996      | ф  | Скеля Малголланд                                         | Mulholland Falls                               | полковник Натан Фіцджеральд |
| 1996      | ф  | Фантом                                                   | The Phantom                                    | Ксандер Дракс               |
| 1997      | ф  | Власність диявола                                        | The Devil's Own                                | Біллі Берк                  |
| 1998      | ф  | Глибинний підйом                                         | Deep Rising                                    | Джон Фіннеган               |
| 1998      | тф | Втеча: Живий вантаж                                      | Escape: Human Cargo                            | Джон Макдональд             |
| 1998      | тф | Заміна 2: Останній урок                                  | The Substitute 2: School's Out                 | Карл Томассон               |
| 1998      | тф | Материнський кошмар                                      | Every Mother's Worst Fear                      | Мітч Карсон                 |
| 1999      | ф  | У безодні океану                                         | The Deep End of the Ocean                      | Пет Каппадора               |
| 1999      | тф | 36 годин                                                 | 36 Hours to Die                                | Ной Стоун                   |
| 1999      | тф | Подорож до центру Землі                                  | Journey to the Center of the Earth             | Теодор Літтон               |
| 1999      | тф | Заміна 3: Переможець отримує все                         | The Substitute 3: Winner Takes All             | Карл Томассон               |
| 2000      | тф | Хоупвелл                                                 | Hopewell                                       | Девід Джонас                |
| 2001      | ф  | Критична маса                                            | Critical Mass                                  | Майк Джефферс               |
| 2001      | в  | Заміна 4: Без права на поразку                           | The Substitute: Failure Is Not an Option       | Карл Томассон               |
| 2002      | в  | Цунамі                                                   | Gale Force                                     | Сем Гарретт                 |
| 2002      | тф | Приречені серця                                          | Guilty Hearts                                  | Стівен Карроу               |
| 2002—2006 | с  | Евервуд                                                  | Everwood                                       | доктор Ендрю Браун          |
| 2002      | с  | Під прикриттям                                           | UC: Undercover                                 | Тедді Коллінс               |
| 2002      | с  | Повернення до Каліфорнії                                 | Going to California                            | оффіцер Терренс Міллер      |
| 2002      | ф  | Коло                                                     | The Circle                                     | містер Спенсер Рансі        |
| 2006      | с  | Брати і сестри                                           | Brothers & Sisters                             | Девід Мортон                |
| 2007      | тф | Убивство на сходах                                       | The Staircase Murders                          | Майкал Пітерсон             |
| 2007      | ф  | Мула                                                     | Moola                                          | Луїс Гордон                 |
| 2008      | ф  | Пригоди у Веґасі                                         | What Happens in Vegas...                       | Джек Фуллер, старший        |
| 2008      | тф | Хороша поведінка                                         | Good Behavior                                  | Барт Валенсія               |
| 2008      | тф | Перед класом                                             | Front of the Class                             | Норман Коен                 |
| 2009      | тф | У гонитві за мрією                                       | Chasing a Dream                                | Гері Стайлес                |
| 2009      | тф | Сейв-Гарбор                                              | Safe Harbor                                    | Дуг                         |
| 2010      | ф  | 127 годин                                                | 127 Hours                                      | батько Арона                |
| 2010      | тф | Поліція Бостона                                          | Boston's Finest                                | Джек Голт                   |
| 2011      | ф  | Головне – не боятися!                                    | A Little Bit of Heaven                         | Джек Корбетт                |
| 2011      | тф | За шкільною дошкою                                       | Beyond the Blackboard                          | доктор Воррен               |
| 2011      | с  | Проти стіни                                              | Against the Wall                               | Дон Ковальські              |
| 2011      | с  | Закон і порядок: Спеціальний корпус                      | Law & Order: Special Victims Unit              | Джек Стентон                |
| 2012      | с  | Противага                                                | Leverage                                       | Піт Райсінг                 |
| 2012—2013 | с  | Білий комірець                                           | White Collar                                   | Джеймс Беннетт / Сем Фелс   |
| 2012      | ф  | Напад п'ятдесятифутової чирлідерки                       | Attack of the 50ft Cheerleader                 | доктор Грей                 |
| 2012      | ф  | Чорний дрізд                                             | Deadfall                                       | шериф Бейкер                |
| 2013      | с  | Гаваї 5.0                                                | Hawaii Five-0                                  | Майк Логан                  |
| 2013—2014 | с  | Пожежники Чикаго                                         | Chicago Fire                                   | Бенні Северайд              |
| 2014      | с  | CSI: Місце злочину                                       | CSI: Crime Scene Investigation                 | Сем Бішоп                   |
| 2014      | ф  | Босоніж містом                                           | Barefoot                                       | містер Вілер                |
| 2014      | ф  | Кривава помста                                           | In the Blood                                   | Роберт Грант                |
| 2018      | ф  | Почни спочатку                                           | Second Act                                     | Андерсон Кларк              |
| 2024      | с  | Ворожнеча 2: Капоте проти Лебедів                        | Feud: Capote vs. The Swans                     | Вільям С. Пейлі             |